# Campagne présidentielle de John McCain en 2008
 (septembre 2016).
Si vous disposez d'ouvrages ou d'articles de référence ou si vous connaissez des sites web de qualité traitant du thème abordé ici, merci de compléter l'article en donnant les références utiles à sa vérifiabilité et en les liant à la section « Notes et références ».

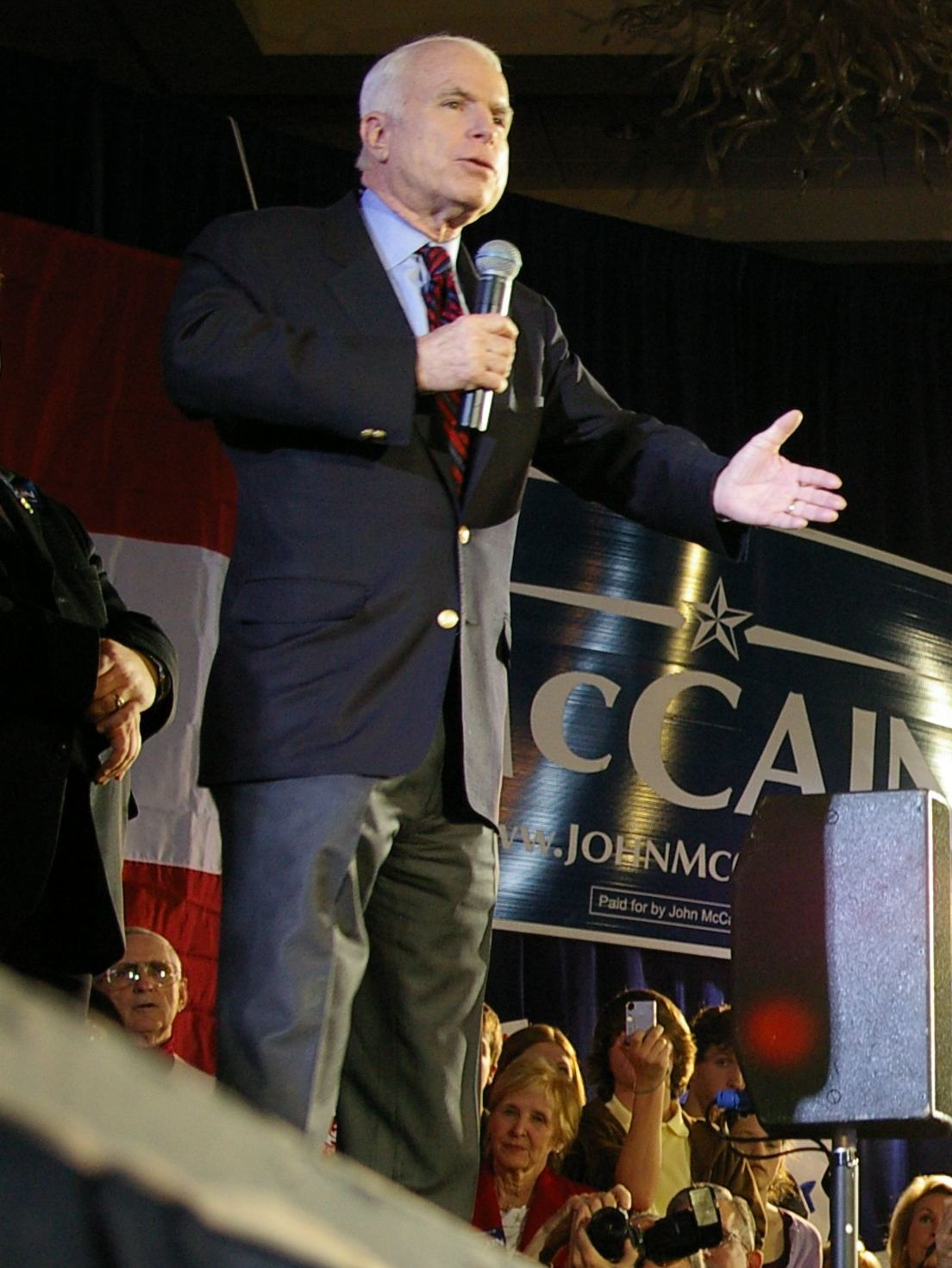
John McCain en meeting le 3 février 2008 à Atlanta.

John McCain, le sénateur des États-Unis senior de l'Arizona, lance sa deuxième candidature à la présidence des États-Unis dans une tentative ratée pour l'élection présidentielle de 2008. 
Sa candidature, préparée pendant quelques années, est annoncée informellement le 28 février 2007 durant un tournage en direct de The Late Show avec David Letterman, et annoncée formellement le 25 avril 2007. Sa candidate à la vice-présidence est Sarah Palin, l'actuelle gouverneur de l'Alaska, annoncée le 29 août 2008.

## Âge

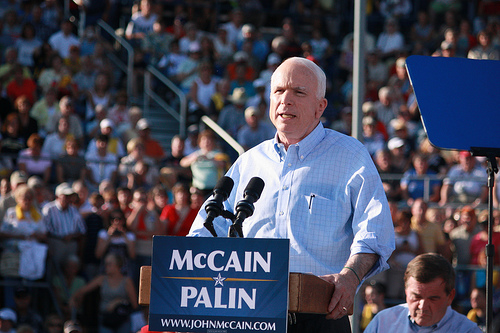
Meeting à Washington (Pennsylvanie) le 30 août 2008.

Si McCain avait gagné l'élection en 2008, il serait devenu la personne la plus âgée de toute l'histoire à assumer la présidence au moment de l'ascension au poste, à l'âge de 72 ans, et le deuxième président le plus vieux à être inauguré. Il a répondu aux soucis quant à son âge et les problèmes de santé qu'il a eus dans le passé (un mélanome en 2000), en affirmant en 2005 que sa santé était excellente. S'il avait connu la victoire en 2008, il aurait été aussi le premier Président des États-Unis à ne pas être né dans un des 50 états actuels (il est né à Panamá, dans la Zone du canal de Panamá, qui se trouvait sous le contrôle des américains), et le premier sénateur des USA en service actuel depuis John F. Kennedy qui aurait atteint la présidence. Il aurait été aussi le premier président de l'Arizona. Son candidat pour la vice-présidence, Sarah Palin, a été le premier Alaskien à être nommé candidat sur la liste d'un des partis principaux, et la première femme à représenter le Parti républicain pour une candidature présidentielle.

## Déroulement
McCain a commencé sa campagne en tant que le favori apparent parmi les républicains, avec une stratégie consistant à apparaître comme l'establishment, comme le candidat inévitable; le site web de sa campagne présentait un article de l'Associated Press le décrivant comme « [une] célébrité politique ». Il a fait des ouvertures substantielles vers des éléments de la base républicaine qui avaient résisté à sa campagne d'insurgence en 2000. Ce pendant, il a rapidement lâché aux sondages et quant aux financements ; en juillet 2007, sa campagne a été obligée de restructurer sa taille et ses opérations. La vague de sentiments républicains contre la législation sur l'immigration qu'il a promue a aussi porté à l'érosion de son avantage.
Vers la fin de 2007, McCain a commencé une résurgence, qui a culminé par ses victoires en janvier 2008 aux élections primaires du New Hampshire, de la Caroline du Sud, et de la Floride. Ceci l'a transformé en favori pour la nomination républicaine. Le Super Mardi, McCain, a obtenu aussi bien la majorité d'états que celle des délégués aux élections primaires républicaines, ce qui lui a donné un avantage considérable pour obtenir la nomination des républicains. McCain a obtenu une majorité des délégués et est devenu le candidat présidentiel par présomption des républicains avec des victoires dans plusieurs autres primaires le 4 mars. Le lendemain, le président George W. Bush a donné son soutien à McCain à la Maison-Blanche.
Lors de l'élection générale contre le candidat démocrate Barack Obama, McCain a été à la traîne la plupart du temps, n'ayant obtenu un avantage aux sondages nationaux que pour un temps après l'annonce de Palin et la Convention nationale républicaine de 2008. La question dominante de la campagne a été la crise financière de 2008. Incapable de gagner de l'inertie contre Obama aux débats présidentiels, les phases finales de la campagne ont vu McCain critiquer Obama pour être un redistributionniste et adopter des symboles telles que Joe le plombier. Le 4 novembre 2008, Obama a battu McCain aux élections présidentielles, en gagnant avec une marge de 365-173 quant aux voix du collège électoral et un pourcentage du vote populaire de 53-46 %.